# Ursus americanus cinnamomum
Ursus americanus cinnamomum és la subespècie més petita de l'os negre americà (Ursus americanus).

## Descripció
- Presenta dimorfisme sexual: els mascles són més grossos que les femelles.
- Alçada a l'espatlla: 0,9 m en els adults.
- Els adults pesen entre 92,1-270 kg i els cadells 0,23 kg en el moment de néixer.
- El pelatge és de color canyella.[2]

## Reproducció
La maduresa sexual és assolida pels mascles en arribar als 5-6 anys, mentre que les femelles ho fan als 4-5. La gestació té una durada de 220 dies i, en general, neixen entre 2 i 3 cadells per ventrada.

## Alimentació
És omnívor: la seva dieta inclou vegetals (incloent-hi fruites i nous), mel i, ocasionalment, insectes i carn.

## Distribució geogràfica
Es troba a Nord-amèrica: Idaho, l'oest de Montana i Wyoming, l'est de Washington i Oregon, l'est de Colorado, el nord-est de Utah i algunes àrees del Canadà.

## Longevitat
Té una esperança de vida de 30 anys.